# Диденко, Степан Яковлевич
Степан Яковлевич Диденко (1913—1991) — советский работник металлургической промышленности, прокатчик Магнитогорского металлургического комбината, Герой Социалистического Труда (1958).

## Биография
Родился 24 декабря 1913 года (6 января 1914 года по новому стилю) в селе Донское Акмолинской области Российской империи (ныне — Акмолинская область Казахстана).
Окончил 4 класса сельской школы в 1924 году и курсы подготовки кадров для доменного цеха при Магнитогорском металлургическом заводе. Свой трудовой путь начал коновозчиком на строительстве объектов завода: электростанции, коксовых батарей, 1-й доменной печи. В 1931—1934 годах работал машинистом крана на разливочной машине доменного цеха, затем — на нагревательных колодцах обжимного цеха (1935—1937). В 1937—1948 годах был оператором, а в 1949—1967 годах — старшим оператором блюминга № 2.
В годы Великой Отечественной войны работал в тылу на родном заводе, занимался рационализаторством и внедрением в производство технологий прокатки новых марок стали по военным заказам.
Кроме производственной, занимался общественной деятельностью, многократно избирался депутатом городского Совета, был автором многих статей в заводскую стенгазету «Обжимщик». Как член КПСС, был партгруппоргом своего рабочего коллектива.
Умер 13 апреля 1991 года в Магнитогорске, был похоронен рядом с женой на Левобережном кладбище.

## Награды
- Указом Президиума Верховного Совета СССР от 19 июля 1958 года присвоено звание Героя Социалистического Труда с вручением ордена Ленина и золотой медали «Серп и Молот»
- Также награждён орденом Ленина (1952), двумя орденами Трудового Красного Знамени (1949, 1952) и медалями.
- Почётный металлург СССР[1].